# Юй Мэнъюй
Юй Мэнъюй (кит. упр. 于梦雨, пиньинь Yú Mèngyǔ, р.18 августа 1989) — сингапурская спортсменка, игрок в настольный теннис, чемпионка мира, призёрка чемпионатов Азии и Азиатских игр.

## Биография
Родилась в 1989 году в Сингапуре. Уже в 2007 году стала бронзовой призёркой чемпионата Азии. С той поры завоевала большое количество наград на международных турнирах. В 2010 году стала чемпионкой мира в составе команды. В 2016 году приняла участие в Олимпийских играх в Рио-де-Жанеро, но наград не завоевала.